# Molophilus yunquensis
Molophilus yunquensis är en tvåvingeart som beskrevs av Alexander 1952. Molophilus yunquensis ingår i släktet Molophilus och familjen småharkrankar. Inga underarter finns listade i Catalogue of Life.